# Al-Mukarmada
Al-Mukarmada (arab. المقرمدة) – wieś w Syrii, w muhafazie Tartus. W 2004 roku liczyła 213 mieszkańców.